# Ghost (azienda)
Ghost (Ghost-Bikes GmbH) è un produttore tedesco di biciclette con sede a Waldsassen, nel Distretto dell'Alto Palatinato (Oberpfalz), in Baviera.

## Storia
L'azienda è stata fondata nel 1993 da due amici, Uwe Kalliwoda e Klaus Möhwald, nel garage di casa. Ghost-Bikes è cresciuta rapidamente nel settore delle biciclette sportive e da montagna, diventando un marchio riconosciuto a livello internazionale.
Nel 2008, Ghost-Bikes è stata acquisita dal gruppo olandese Accell Group.
Nel gennaio 2024 è stato annunciato che la produzione a Waldsassen sarà interrotta, e trasferita negli stabilimenti Accell di Manisa (nei pressi di Smirne, in Turchia) e Tószeg (in Ungheria). Dei 203 dipendenti impiegati fino ad allora, 83 verranno licenziati.

## Sponsorizzazioni
Sin dalla sua fondazione, Ghost è stata attivamente coinvolta nel mondo del ciclismo agonistico, sponsorizzando atleti e squadre. Tra i risultati più significativi, Sabine Spitz ha vinto la medaglia d’oro alle Olimpiadi del 2008 nel cross country in sella a una bici Ghost.